# Proložac
Proložac je općina u Hrvatskoj, u Splitsko-dalmatinskoj županiji.

## Općinska naselja
Pet je naselja u sastavu općine (stanje 2008.), to su: Donji Proložac, Gornji Proložac, Postranje, Ričice i Šumet. Najveći i najnapučeniji je Donji Proložac u kojem se i nalaze centralne općinske, obrazovne i vjerske ustanove.

## Zemljopis
Proložac se nalazi na sjeveroistočnoj strani Imotsko-bekijskog polja. Prozvan je po kanjonu potoka Suvaja.
Klima u Donjem Prološcu je submediteranska, s blagim zimama i vrućim ljetima, dok se u Gornjem Prološcu osjeća utjecaj kontinentalne pa i planinske, zime su duže i oštrije a ljetne noći svježije, iako tip klime ostaje u submediteranskoj sferi.

## Stanovništvo
| broj stanovnika | 3051  | 3246  | 3159  | 3598  | 3991  | 4756  | 5052  | 5610  | 6006  | 5749  | 6026  | 6497  | 5642  | 4801  | 4510  | 3802  | 3112  |
|                 | 1857. | 1869. | 1880. | 1890. | 1900. | 1910. | 1921. | 1931. | 1948. | 1953. | 1961. | 1971. | 1981. | 1991. | 2001. | 2011. | 2021. |

### Popis 2001.
Prema popisu stanovništva iz 2001. u općini Proložac živjelo je ukupno 4510 stanovnika. Neka od prezimena ovoga kraja, a koja se pojavljuju još u Alberghettijevom zemljišniku iz 1725. su: Abaz, Božinović, Brnas, Bonovil, Cvitanović, Dropuljić, Grabovac, Grbavac, Jukić, Lasić, Lažeta, Malenica, Maršić (i Mršić), Mandić, Pirić, Rimac, Radeljić, Strinić, Turić i Tolić.

### Popis 2011.
Prema popisu stanovništva iz 2011. godine, Općina Proložac ima 3802 stanovnika. Većina stanovništva su Hrvati s 95,58 %, a po vjerskom opredijeljenju većinu od 98,11 % čine pripadnici katoličke vjere.

## Uprava
Od osnivanja općine tradicionalno je na njenom čelu HDZ, ali od izbora 2025. godine na čelu je HSLS.

## Poznate osobe
- Ante Tomić, književnik
- Mario Bilić, pjesnik
- Drago Maršić, pjesnik
- Tomislav Božinović, novinar i književnik, rođen u Donjem Prološcu
- Mila Jelavić, pravobraniteljica za djecu (rođena u Prološcu Gornjem)
- Vlado Gotovac, političar, filozof, pisac, humanist, rođen u Donjem Prološcu
- fra Bruno Pezo, prof. klasičnih jezika, ravnatelj sinjske franjevačke gimnazije, član Vijeća za odgoj i obrazovanje, član Svećeničkoga vijeća Splitsko-makarske nadbiskupije, definitor, tajnik za Odgoj i obrazovanje, član Komisije za pravdu i mir, član Komisije za teološku i pastoralnu izobrazbu, član Komisije za trajnu franjevačku formaciju, voditelj Trajne formacije, član Vijeća za formaciju i studij Franevačke provincije Presvetoga Otkupitelja[9]

## Događanja
- U Prološcu se tradicionalno svake godine slavi kršćanski blagdan Velike Gospe, 15. kolovoza. Misno slavlje na otvorenome u Prološcu najveće je u cijeloj Imotskoj krajini te među najvećima u Republici Hrvatskoj. Kulturna su događanja nerijetko vezana za župu.
- Žive jaslice je prikaz rođenja Isusa Krista u kojem sudjeluje 200-injak mještana koji privlači žitelje imotskoga kraja i susjedne Hercegovine. Događaj se odvija u koritu presušene rijeke Suvaje.
- Karnevalska manifestacija Bellamusa karneval fest koju organizira HKUD Proložac
- Prološko ljeto, kulturno zabavna manifestacija

## Spomenici i znamenitosti
- Franjevački samostan na Manastiru u Prološkom blatu, zaštićeno kulturno dobro

## Obrazovanje
Na području općine djeluje osmogodišnja osnovna škola "Ivan Leko" kojoj pripadaju 4 područne škole u kojima se nastava odvija do 4. razreda osnovne škole, a to su Ričice, Dolića Draga, Meteri i Proložac Gornji.

## Sport
- Nogometni klub Mladost

## Vanjske poveznice
- Stranice Općine Proložac
- Prološke žive jaslice